# Doetinchem in de Tweede Wereldoorlog

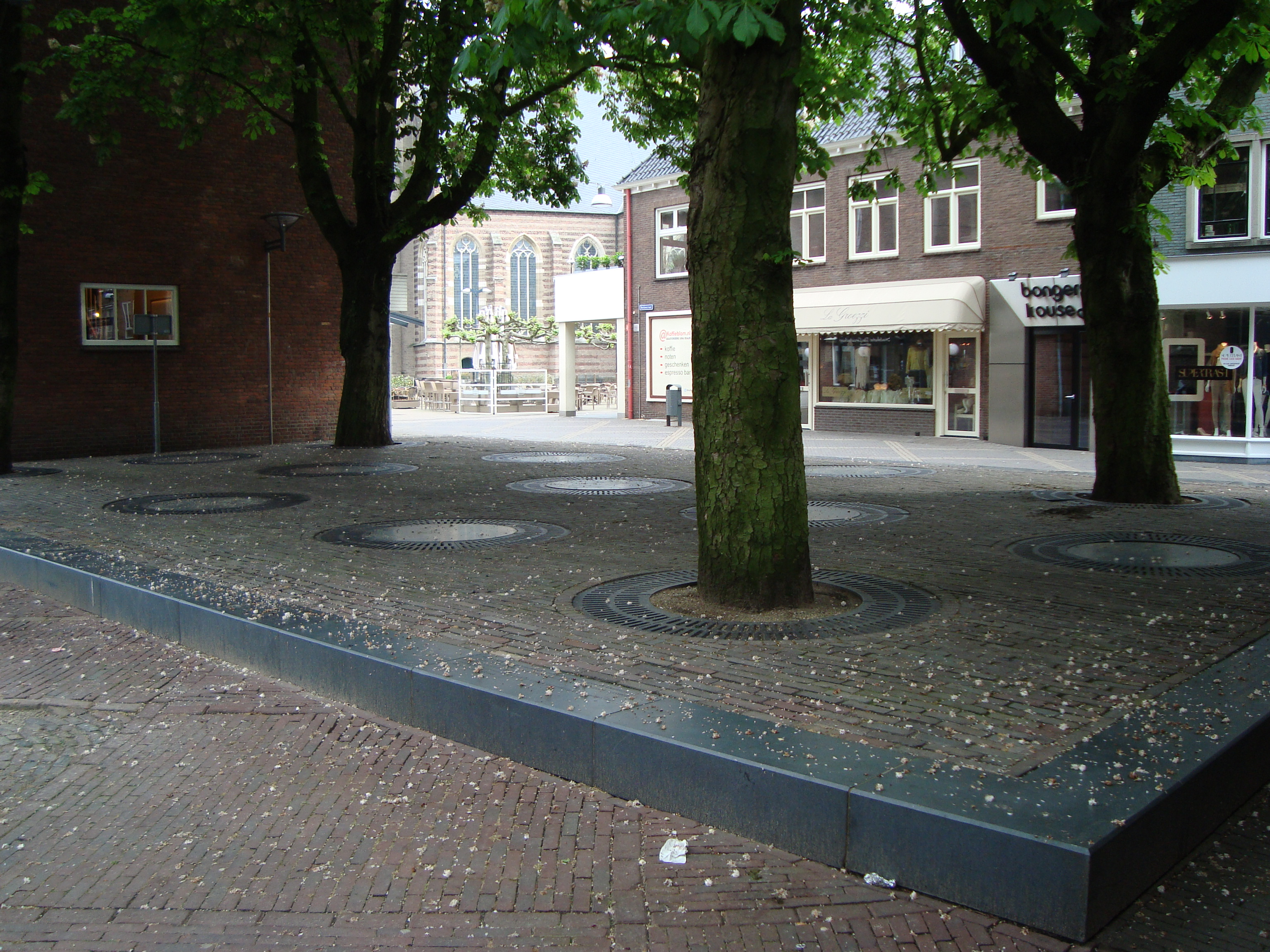
Joods monument Boliestraat

Doetinchem tijdens de Tweede Wereldoorlog is een beschrijving van gebeurtenissen in de Nederlandse stad Doetinchem gedurende de Tweede Wereldoorlog.
Aan het begin van de Tweede Wereldoorlog werd de brug over de Oude IJssel opgeblazen door het Nederlandse leger om de Duitse opmars te vertragen. Tijdens de oorlog was er slechts een kleine Duitse bezettingsmacht in de stad gelegerd.

## Joodse bevolking
Doetinchem had in de eeuwen voor de oorlog steeds een kleine Joodse minderheid. Deze gemeenschap bouwde in 1878 een synagoge aan de Waterstraat. Er was daarvoor al een Joodse begraafplaats op de IJkenberg. In de jaren 1930 kwamen achttien Joodse vluchtelingen uit Duitsland en Oostenrijk in Doetinchem wonen.
De eerste Duitse maatregelen tegen de joden kwamen in november 1940, toen de joodse leraren van het gemeentelijk lyceum moesten worden ontslagen. Leerlingen uit de hoogste klassen staakten uit protest daartegen. In september 1941 werden alle Joodse leerlingen van de scholen gestuurd. Drieëndertig leerlingen kregen toen tot februari 1943 les op een nieuw opgerichte Joodse school.
Begin 1943 werden in de gereformeerde pastorie Villa Bouchina voor zeven weken enkele joden gehuisvest die speciale bescherming genoten van NSB-leider Anton Mussert. Deze gevangenen zijn naar concentratiekamp Theresiënstadt gedeporteerd. Voor een deel overleefden zij de oorlog.
Nadat al in 1941 en 1942 mannen waren opgepakt werden in de nacht van 17 op 18 november 1942 achtenzestig mensen weggevoerd. Op april 1943 werden de laatste overgebleven Joden naar Kamp Vught gebracht. In totaal zijn 124 Doetinchemse joden gedeporteerd. Hiervan overleefde niemand de ontberingen in de Duitse kampen. De enige overlevenden waren de ongeveer 56 ongedokenen. De synagoge bij een bombardement vernielde synagoge werd niet herbouwd omdat het aantal Doetinchemse joden te klein was geworden. In 2007 verrees in de Boliestraat een monument ter herinnering aan de verdwenen Joodse gemeenschap.

## Het einde
Toen het Duitse leger steeds verder in het nauw gedreven werd door de geallieerden werden er door de Duitsers in Doetinchem zestien gijzelaars genomen. Deze werden vrijgelaten als er voor elke gijzelaar 100 mannen loopgraven bij Giesbeek zouden gaan graven. De toen gemaakte verdedigingswerken zijn nooit gebruikt. Toen tijdens de operatie Market Garden de stad Arnhem en de omliggende dorpen werden ontruimd zijn een aantal evacués in Doetinchem gehuisvest.
Bij wijze van strafmaatregel werden in maart 1945 vanuit De Kruisberg 25 mannen overbracht naar Woeste Hoeve waar ze samen met tweeëntachtig anderen werden geëxecuteerd als represaillemaatregel vanwege de aanslag op Hanns Rauter.
Aan het eind van de oorlog kreeg de stad nog zware klappen. Op 19, 21 en 23 maart 1945 om 8:40, 16:55 en 17:30 respectievelijk, bombardeerden Britse vliegtuigen het centrum van de stad. Mogelijk waren de Duitse plaatsen Isselburg en Anholt het eigenlijke doelwit, maar het is ook mogelijk dat een in Doetinchem samengetrokken Duitse troepenmacht getroffen moest worden. De aanwezige Duitse troepen verdedigden zich tot het laatste moment. Toegangswegen tot de stad waren geblokkeerd met kapotte treinwagons en er werd getracht om enkele bruggen op te blazen. Dit laatste is voorkomen door het verzet. Op 1 april 1945 werd Doetinchem na enkele gevechten bevrijd door het Canadese leger.
Tijdens de bombardementen is een groot deel van de historische binnenstad verwoest en zijn 180 mensen omgekomen. De oude Catharinakerk, die bijna geheel in puin lag, werd opnieuw opgebouwd. De Rooms-katholieke kerk aan de Waterstraat werd niet herbouwd maar verhuisde naar het Pasplein.